# 미조바타 준페이
미조바타 준페이(일본어: 溝端 淳平, 1989년 6월 14일 ~ )는 일본의 배우이다.
와카야마현 하시모토시 출신. 에버 그린 엔터테인먼트 소속.

## 내력
2006년, 6세 및 7세 연상인 2명의 누나가 응모한 것을 계기로 〈제19회 쥬논 수퍼보이 콘테스트〉에 참가해 그랑프리 및 볼티지 상을 수상했다. 수상에 의해 역대 수상자 중에서는 최다가 되는 40사의 예능 사무소로부터 소속 권유를 받는다. 이후 고등학교 2학년까지 와카야마현에서 지내다가, 도쿄로 상경하였다.
2007년 4월, 《세계 우르룬 체류기 "르네상스"》에서 첫 진행을 맡았고, 드라마 《학생제군!》의 쿠사카베 카즈마 역으로 배우 데뷔를 하였다.
2008년, 《하치원 다이버》로 드라마 첫 주연을 맡는다. 같은 해, 영화 첫 출연 작품이 되는 《DIVE!!》에서도 하야시 켄토·이케마츠 소스케과 함께 주연을 맡아 영화에서도 첫 주연을 맡게 되었다.
2009년, 《국제 드라마 페스티벌 in TOKYO 2009》에서 〈도쿄 드라마 어워드 2009〉 신인상을 수상. 또 닛케이 트렌디 〈올해의 얼굴〉에 선출된다.
2010년 3월 5일, 영화 《붉은 실》로, 제33회 일본 아카데미상 우수 신인상을 수상. 《NECK》이나 《네가 춤추는, 여름》 등의 주연 영화 개봉이 계속되었다. 《네가 춤추는, 여름》은 첫 단독 주연 영화가 된다.

## 인물·에피소드
- 좋아하는 음식은 낫토와 연어알, 카레, 규동, 국수.
- 취미, 특기는 소프트 테니스와 일본 전통북, 축구.
- 좌우명은 〈의기충천(意気衝天)〉(미조바타 자신의 신조어이다).
- 〈쥬논 수퍼보이 콘테스트〉의 최종 심사에서는 고향인 와카야마현 하시모토시에서 일본 전통 축제 의상인 핫피를 입고 일본식 북 연주를 선보였다.
- 친가는 가장 가까운 역이 1시간에 1개 밖에 전철이 오지 않을 정도의 깊은 산속의 지역에 있다.
- 데뷔 3주년을 축하하기 위해 고향의 요청으로 동상 설치가 계획되었지만 거절하여, 대신 고향에 비석이 설치되었다.
- 어머니와 누나는 현직 교사. 〈만약 배우를 그만두면 무슨 일을 하겠는가?〉라는 질문에는 교사라고 대답하고 있다[1].
- 목표 모델은 드라마 《아름다운 그대에게~미남♂파라다이스~》에서 공동 출연한 오구리 슌, 이쿠타 토마[2]와 《버저 비트~벼랑의 히어로~》에서 공동 출연한 야마시타 토모히사[3]로, 동료들에게 진짜 남동생같이 귀여움을 받고 있어 〈형〉, 〈남동생〉이라고 서로 부르는 사이이다.[4]
- 신참자 시리즈에 함께 출연했던 아베 히로시를 가장 존경하고 연기에 대해 상담하고 있다.
- 영화 《DIVE!!》에서 대부분의 경기 장면은 실제 선수의 더빙이었지만, 다이빙 장면에서는, 미조바타 자신이 도전해 10미터 높이에서 직접 뛰어들었다.
- 좋아하는 영화는 《GO》. 대사를 전부 외울 정도로 좋아하는 작품이다.
- 친한 배우로는 오카다 마사키, 미우라 하루마, 마츠자카 토리, 야마모토 유스케가 있다. 특히 오카다와는 데뷔작인 《학생제군!》에서 만나 제일 친한 친구 사이이다.
- 좋아하는 가수는 유즈. 2011년 2월 13일 음악 방송 《Music Lovers》에 함께 출연하였다.

## 수상
2006년
- 제19회 쥬논 수퍼보이 콘테스트 그랑프리·볼티지상

2009년
- 국제 드라마 페스티벌 in TOKYO2009 〈도쿄 드라마 어워드 2009〉 신인상

2010년
- 제33회 일본 아카데미상 신인 배우상 (《붉은 실》)
- 네일 퀸 2010 〈멘즈 부문〉

2011년
- 제20회 일본 영화 비평가 대상 신인 남우상 (《네가 춤추는, 여름》)
- 제8회 The Beauty Week Award 《The Best of Beauty 2011》

2013년
- 제27회 타카사키 영화제 최우수 조연 남우상 (《황금을 안고 튀어라》)

## 출연

### 텔레비전 드라마
- 학생제군! (2007년 4월 20일 ~ 6월 22일, TV 아사히) - 구사카베 가즈마 역
- 아름다운 그대에게~미남♂파라다이스~ (2007년 7월 3일 ~ 9월 18일, 후지 TV) - 사가 가즈마 역
  - 아름다운 그대에게~미남♂파라다이스~ 졸업식&7과 1/2이야기 스페셜 (2008년 10월 12일, 후지 TV)
- 꿈길 (2008년, TBS)
- 뾰루지와 여동생 (2008년 3월 1일, TV 아사히) - 하시구치 도모야 역
- 하치원 다이버 (2008년 5월 3일 ~ 7월 19일, 후지 TV) - 주연·스가타 겐타로 역
- 붉은 실 (2008년 12월 6일 ~ 2009년 2월 28일, 후지 TV) - 주연·니시노 아츠시 역
- BOSS (2009년 4월 16일 ~ 6월 25일, 후지 TV) - 하나가타 잇페이 역
  - BOSS 시즌 2 (2011년 4월 14일 ~ 6월 30일, 후지 TV) - 하나가타 잇페이 역
- 버저 비트~벼랑끝의 히어로~ (2009년 7월 13일 ~ 9월 21일, 후지 TV) - 하타노 슈지 역
- 신참자 (2010년 4월 18일 ~ 6월 20일, TBS) - 마츠미야 슈헤이 역
- 셰이켄 BABY! -Shakespeare Syndrome- (2010년 1월 3일, 후지 TV) - 야마오카 류타 역
- 꿈을 찾는 방법을 가르쳐주마! 2 (2010년 3월 13일, 후지 TV) - 오차노미즈 하지메 역
- 시바토라 안녕히, 동안 형사 스페셜 2 (2010년 5월 22일, 후지 TV) - 이라가시 겐진 역
- 정말 있던 무서운 이야기 〈외치는 폐병원〉 (2010년, 후지 TV) - 주연·니노미야 신타로 역
- 신춘 드라마 특별 기획 〈붉은 손가락 《신참자》 카가 쿄이치로 다시!〉 (2011년 1월 3일, TBS) - 마츠미야 슈헤이 역
- 명탐정 코난 드라마 스페셜 (연속테레비) - 주연·쿠도 신이치 역
  - 구도 신이치에게 도전장! 괴조 전설의 수수께끼 (2011년 4월 12일)
  - 명탐정 코난 쿠도 신이치에게로의 도전장 (2011년 7월 7일 ~ 9월 29일)
  - 명탐정 코난 드라마 스페셜 구도 신이치 교토 신선조 살인사건 (2012년 4월 12일)
- 마지막 인연 오키나와·찢겨진 형제 ~철혈근황대와 일본계 미군의 진상~ (2011년 8월 13일, 후지 TV) - 고로 역 (특별 출연)
- 꿀맛~A Taste Of Honey~ (2011년 10월 13일 ~ 12월 22일, 후지 TV) - 노리스기 야스시 역
- 도시 전설의 여자 (2012년 4월 13일 ~ 6월 8일, TV 아사히) - 카츠우라 히로토 역
  - 도시 전설의 여자 Part2 (2013년 10월 11일 ~ 11월 22일, TV 아사히)
- 츠루카메 조산원~남쪽 섬으로부터~ (2012년 8월 28일 ~ 10월 16일, NHK) - 오노데라 다쓰야 역
- 마츠모토 세이초 사후 20년 특별 기획·위험 경사 (2012년 9월 30일, 후지 TV) - 누마타 진이치 역
- 소돔의 사과 ~롯을 죽인 딸들 (2013년 3월 23일 ~ 4월 14일, WOWOW) - 키타노 켄고 역
- 35세의 고교생 (2013년 4월 13일 ~ 6월 22일, 닛폰 TV) - 코이즈미 준이치 역
- 사랑하는 이브 (2013년 12월 24일, 닛폰 TV) - 주연·갓쿤 역
- 실연 쇼콜라티에 (2014년 1월 13일~ 3월 24일, 후지 TV) - 올리비에 트렐뤼에 역
- LEADERS 리더즈 (2014년 3월 22일 ~ 23일, TBS) - 아이치 요이치로 역
- 아버지의 등 제5화 (2014년 8월 10일, TBS)
- 옥쇄는 인정하지 않아, 목숨이 있는 한 싸워라 (2014년 8월 15일, 후지 TV) - 이토 마사토 역
- 어젯밤의 카레, 내일의 빵 (2014년 10월 5일 ~ 11월 16일, NHK BS 프리미엄) - 이와이 마사하루 역
- 아내들의 신칸센 (2014년 10월 25일, NHK 나고야 방송) - 시마 다카시 역
- 여자는 그것을 용서하지 않아 (2014년 10월 21일 ~ 12월 23일, TBS) - 다키구치 타이스케 역
- 시대극 법정 스페셜~피고인은 사카모토 료마~ (2015년 3월 21일, 시대극 전문 채널) - 사카모토 료마 역
- 세 마을 이야기 Episode3 (2015년 6월 7일, TBS) - 주연·이누부시 카즈마 역
- 나를 찾아줘 (2015년 11월 24일 ~ 12월 15일, NHK) - 고토 마사유키 역
- 첫사랑 연예인 (2016년 3월 1일 ~ 4월 19일, NHK BS 프리미엄)
- 타치바나 노보루 청춘 비망록 (2016년 5월 13일 ~ 7월 1일, NHK BS 프리미엄) - 주연·타치바나 노보루 역
  - 타치바나 노보루・청춘 비망록2 (2017년 4월~5월, NHK BS 프리미엄)
  - 타치바나 노보루・청춘 비망록3 (2018년 11월~12월, NHK BS 프리미엄)
- 가면동창회 (2019년 6월 1일 ~ 7월 21일, 후지 TV) - 주연·신타니 요스케 역
- 연속 TV 소설 스칼렛 (2019년 9월 30일~, NHK) - 사카타 케이스케 역
- 야규일족의 음모 (2020년 4월 11일~, NHK BS 프리미엄) - 야규 쥬베에 역

### 영화
- DIVE!! (2008년 6월 14일, 카도가와 영화) - 주연·오키쓰 시부키 역
- 붉은 실 (2008년 12월 20일, 쇼치쿠) - 주연·니시노 아쓰시 역
- 하프웨이 (2009년 2월 21일, 시네콰논) - 타시로 타스구(타스) 역
- NECK (2010년 8월 21일, 아스믹 에이스 엔터테인먼트) - 주연·슈토 토모카즈 역
- 네가 춤추는, 여름 (2010년 9월 11일, 도에이) - 주연·테라모토 신페이 역
- 고교 데뷔 (2011년 4월 1일, 아스믹 에이스 엔터테인먼트) - 주연·코미야마 요우 역
- 기린의 날개 ~극장판·신참자 (2012년 1월 28일, 도호) - 마츠미야 슈헤이 역
  - 기도의 막이 내릴 때 (2018년 1월 27일, 토호)
- 황금을 안고 튀어라 (2012년 11월 3일, 쇼치쿠) - 기타가와 하루키 역
- 나는 스님이다 (2015년 10월 24일, 팬텀 필름) - 히가키 신지 역
- 진유기 (2016년 2월 27일, 토에이)
- 허리케인 포리마 (2017년 5월 13일, KADOKAWA) - 주연·오니가와라 타케시 역
- 와치가이야이토사토 (2018년 12월 15일) - 히지카타 토시조 역
- 기도의 막이 내릴 때 (2018년 1월 27일) - 마츠미야 유헤이 역
- 내부고발자들: 월급쟁이의 전쟁 (2019년 2월 1일, 토호) - 호시노 역
- 366일 (2025년 1월 10일, 쇼치쿠) - 타치바나 료타 역

### 더빙
- 삼총사/왕비의 목걸이와 다빈치의 비행선 (2011년 10월 28일, 가가/TV 아사히) - 달타냥(로건 러먼) 역 (목소리 더빙)

- 마블 시네마틱 유니버스 (월트 디즈니 재팬) - 새뮤얼 윌슨/팰컨(앤서니 매키) 역 (목소리 더빙)
  - 캡틴 아메리카/윈터 솔져 (2014년 4월 19일)
  - 어벤져스/에이지 오브 울트론 (2015년 7월 4일)

### 무대
- 어둠의 문 (2007년)
- DARKNESS GATE (2008년)
- LOVE LETTERS (2009년)
- NECK (2010년)
- 스마트 모테리만 강좌 (2010년)
- 낭독극 내 머리 속의 지우개 (2010년)
- 우사니 (2012년)
- 안녕하세요, 아버지 (2012년)
- 무사시 (2013년)
- 아타미 살인사건 (2014년)
- 베로나의 두 신사 (2015년)
- 레밍~세계 끝까지 데려가 줘~ (2015년)

### 버라이어티
현재
- 누구라도 파란 폭소 (2008년 ~ , 닛폰 TV) - 사회

과거
- 세계 우르룬 체류기 “르네상스” (2007년 ~ 2008년, 마이니치 방송·TBS) - 사회
- 에치카의 거울~마음에게 묻는 TV~ (2008년 ~ 2010년, 후지 TV) - 네비게이터
- run for money 도주 중 이케부쿠로 편 (2009년 4월 2일, 후지 TV) - 도주자
- 다운타운의 가키노쓰카이야아라헨데!! 섣달 그믐날 스페셜 절대 웃으면 안되는 지구방위군 24시 (2013년 12월 31일, 닛폰 TV) - 도주 훈련 대원
- 먼 곳으로 가고 싶어 세계유산 스페셜 (2014년 2월 8일, 요미우리 TV) - 여행자 (쿄토 편)

### 휴대 전화 전달 동영상
- 양지의 장소~첫사랑~ (2010년 1월 ~ , BeeTV) - 야마자키 에이지 역
- 내가 황금을 쫓는 이유~영화 〈황금을 안고 튀어라〉 스페셜 드라마~ (2012년 10월 1일 ~ , BeeTV) - 기타가와 하루키 역

### CM
- 소니 뮤직 엔터테인먼트 〈Eve ~Song for Sweet Memories~〉 (2008년)
- 라이트 온 (2008년)
- 에자키 글리코 〈포키〉 (2009년)
- 묘조 식품 〈잇페이 짱〉 (2009년 ~ 2010년)
- 부르봉 〈프치 시리즈〉 (2009년 ~ 2010년)
- FILA (2009년 ~ )
- 아오야마 상사 남성 신사복 (2009년)
- 마쓰야 푸드 (2011년 ~ 2012년)
- 다이오 제지·엘리스 울트라 가드 (2011년 ~ 2012년)
- 로토제약 〈아크네스〉 (2012년 ~ 2013년)
- GREE 〈몬스터 플래닛〉 (2012년 ~ 2013년)
- MEN'S TBC (2013년 5월 ~ )
- 토요타 자동차 (2014년 6월 ~ )
- 다케다약품 공업〈벤자부롯쿠〉 (2014년 9월 ~ )

## 서적

### 잡지
- JUNON (2007년 2월 ~ ) - 모델
- 더 텔레비전 〈이토바타 회의 중!〉 (2008년 10월 ~ 2009년 2월, 카도카와 매거진즈)
- SOUP 〈미조바타 준페이의 진검 승부 알바 일기〉 (2009년 10월 ~ 2013년 6월, 인덱스 커뮤니케이션즈)
- Seventeen 〈남자란 이런 거닷!!〉 (2010년 5월 ~ 2012년 4월) 〈남성다움 연마 중!〉 (2012년 5월 ~ 2013년 4월, 슈에이샤)

### 사진집
- 열풍 소년 (2009년, 슈후 토 세이카츠 샤) ISBN 978-4-391-13715-6